# Скутнабб, Юлиус
Юлиус Скутнабб (швед.  Julius Skutnabb; 12 июня 1889, Хельсинки — 26 февраля 1965, Хельсинки) — финский конькобежец, Олимпийский чемпион.
Юлиус Скутнабб был пожарным. На международной арене он дебютировал в 1914 году на чемпионате мира. Начавшаяся первая мировая война прервала его международную карьеру. Он продолжал соревноваться только на национальном уровне. В 1914, 1916 и 1917 годах он становился чемпионом Финляндии в конькобежном многоборье. В 1915 году он был серебряным призёром на чемпионате Финляндии в конькобежном многоборье. В 1920 году он стал вновь серебряным призёром на чемпионате Финляндии, а в 1921 году — бронзовым призёром.
После окончания первой мировой войны, чемпионаты мира возобновились только в 1922 году, Скутнаббу было уже 32 года. На чемпионате мира 1922 года он занял пятое место в многоборье, а на чемпионате 1923 года — шестое.
В 1924 году Скутнабб добился своих наивысших достижений на Зимних Олимпийских играх в Шамони. Он стал Олимпийским чемпионом на дистанции 10000 метров. Кроме того, он завоевал серебряную медаль на дистанции 5000 метров и бронзовую медаль в многоборье.
В 1926 году Скутнабб выиграл чемпионат Европы в многоборье, при этом победил на дистанциях 500, 1500 и 5000 метров и был втором на дистанции 10000 метров.
В 1924 году Скутнабб был бронзовым призёром чемпионата мира в многоборье.
В возрасте 38 лет на Зимних Олимпийских играх 1928 года в Санкт-Морице Скутнабб завоевал серебряную медаль на дистанции 5000 метров.

## Лучшие результаты
Лучшие результаты Юлиуса Скутнабба на отдельных дистанциях:
- 500 метров — 44,80 (23 января 1926 года, Шамони)
- 1000 метров — 1:32,80 (30 января 1926 года, Давос)
- 1500 метров — 2:24,20 (30 января 1926 года, Давос)
- 5000 метров — 8:44,00 (23 января 1926 года, Шамони)
- 10000 метров — 17:59,30 (18 февраля 1922 года, Осло)